# مقاطعة مارشال (كنتاكي)
مقاطعة مارشال (بالإنجليزية: Marshall County)‏ هي إحدى المقاطعات في ولاية كنتاكي في الولايات المتحدة الأمريكية.